# Hilbersdorf (Sassonia)
Hilbersdorf è un ex-comune di 1.419 abitanti della Sassonia, in Germania. Il 1º gennaio 2012 è stato accorpato al vicino comune di Bobritzsch, dando origine alla municipalità di Bobritzsch-Hilbersdorf.
Appartiene al circondario (Landkreis) della Sassonia centrale (targa FG) ed è parte della comunità amministrativa (Verwaltungsgemeinschaft) di Freiberg.